# Харченко Микола Федорович
Харченко Микола Федорович (*21 жовтня 1939, селище радгоспу ХТЗ, Чутівський район, Полтавська область, Україна) — український вчений у галузі магнетизму й оптики магнітовпорядкованих систем. Академік НАН України (2009). Лауреат Державної премії України у галузі науки і техніки (2004), премії АН СРСР и Польської Академії Наук (1987), премії АН УРСР імені К. Д. Синельникова (1985).

## Біографія
Народився у родині сільських вчителів.
Закінчив семирічну школу у с. Черняківка Чутівського району та Велико-Рублівську середню школу Котелевського району Полтавської області.
1955 року він вступив до Харківського державного університету на фізико-математичний факультет.
1961 року Микола Федорович прийшов працювати у Фізико-технічний інститут низьких температур (ФТІНТ) АН УРСР. Відтоді його життя і наукова діяльність пов'язані з цим інститутом. Тут він навчався в аспірантурі і пройшов шлях від інженера до завідувача відділу «Оптичні та магнітні властивості твердих тіл».
1969 року він захистив кандидатську, а 1984 — докторську дисертацію за спеціальністю «фізика твердого тіла».
1995 року його обрано членом-кореспондентом НАН України зі спеціальності «експериментальна фізика».
З 2009 року Микола Федорович Харченко дійсний член НАН України.

## Наукова діяльність
М. Харченко — відомий фахівець із магнетизму й оптики магнітовпорядкованих систем, роботи якого охоплюють широке коло фізичних проблем.
Він отримав важливі в науковому та прикладному аспектах результати у різних напрямках фізики магнетизму твердого тіла, що стали істотним внеском до скарбниці світової науки. Серед головних результатів — піонерські дослідження нових магнітооптичних ефектів, які одержали назви «лінійний магнітооптичний ефект» та «квадратичне магнітне обертання площини поляризації світла».
Микола Федорович уперше здійснив оптичну візуалізацію колінеарних антиферомагнітних доменів, розробив методи їх перемикання у кристалах із різною магнітною симетрією та продемонстрував можливість виготовлення антиферомагнітної доменної структури з наперед заданою конфігурацією.
Академік М. Харченко автор та співавтор більше ніж 150 наукових статей та монографії.